# Allaines-Mervilliers

Allaines-Mervilliers este o comună în departamentul Eure-et-Loir, Franța. În 1 ianuarie 2018 avea o populație de 303 de locuitori.